# Vladimír Cerha
Vladimír Cerha (*1966 Kostelec nad Labem) je český malíř, spisovatel a terarista.

## Život
Po základní škole nastoupil na gymnázium v Brandýse nad Labem, studium však v prvním ročníku přerušil a vyučil se elektromechanikem. Po vyučení pracoval jako technik v závodě ZPA Čakovice. Zároveň začal studovat střední průmyslovou školu strojírenskou v Čelákovicích a po maturitě (1992) pak nastoupil denní studium na Fakultě životního prostředí UJEP v Ústí nad Labem.
Od 18 let byl členem Československé společnosti entomologické, věnoval se sběru a studiu brouků z čeledi nosatcovitých (Curculionidae) Českého středohoří. Zároveň se věnoval amatérsky olejomalbě krajin a prvních aktů a při studiu souběžně navštěvoval zoologické i výtvarné přednášky pedagogické fakulty. Psal populárně naučné články do časopisů, především pak do chovatelsky zaměřeného časopisu Fauna, kde se postupem doby stal členem redakční rady.
Souběžně se věnoval psaní prózy – krátkých detektivních a romantických příběhů, které vydával v různých časopisech, leckdy i pod náhodně smyšlenými pseudonymy (tak, aby příběhy vypadaly autenticky). Mimoto pracoval pro lounskou Galerii za branou ( 1993 – 1999 byl žákem Dr. Petra Růžičky – kresba a grafika) jako externí grafik a autor perokreseb pro komerční využití.
Vystřídal řadu zaměstnání, v nichž hledal především inspiraci pro svou práci. Mimo jiné byl vedoucím drobných provozoven, elektrikářem, reklamním poradcem, správcem turistické chaty, prodavačem, pracovníkem v pásové výrobě autodílů, IT pracovníkem pro shromažďování dat, pracovníkem v soukromé detektivní agentuře, pracoval jako živnostník v tetovacím salónu, i jako administrativní pracovník a zapisovatel u obvodního soudu.

## Výstavy
- 2007 – výstava v KD Postoloprty – 64 olejomaleb a akrylů na plátně a sololitu
- 2009 výstava v KD Zahrada Praha Chodov – ilustrace a vydané knihy nakladatelství Balt-East
- 2. května 2009 –  autorské čtení v městském sále sicilského města Lentini z knihy Dům u moře (La casa al mare)

## Vydaná díla
- 1999 – Scinkové, varani a ještěrky, spoluautorství, ISBN 8085911450
- 2001 – Užovky, spoluautorství, ISBN 8085911957
- 2001 – Chov šupinatých plazů, ISBN 8086136884
- 2001 – Úsměvy ze zoo, ISBN 809026039X
- 2002 – Avantýry zámeckého pána, ISBN 8086523136
- 2005 – sborník básní Líčidla pierota, spoluautorství, ISBN 8086383415
- 2007 – básnická sbírka Gnose, ISBN 978-80-86383-66-8
- 2007 – román Chci žít, ISBN 978-80-86383-61-3
- 2007 – román Když cosi končí, ISBN 9788086383828
- 2009 – Dům u moře, antologie, italsko-český sborník povídek, spoluautorství, ISBN 9788087283004
- 2010 – román Zoo obchod U Kolouška, ISBN 9788087283202
- 2014 – román Zoo farma U dvou kvítků, ISBN 9788087283868
- sborníky povídek literárního humoru Posvícení, spoluautorství některých dílů
- povídky a populárně naučné články v periodických časopisech pro ženy a v časopise Fauna

## Galerie

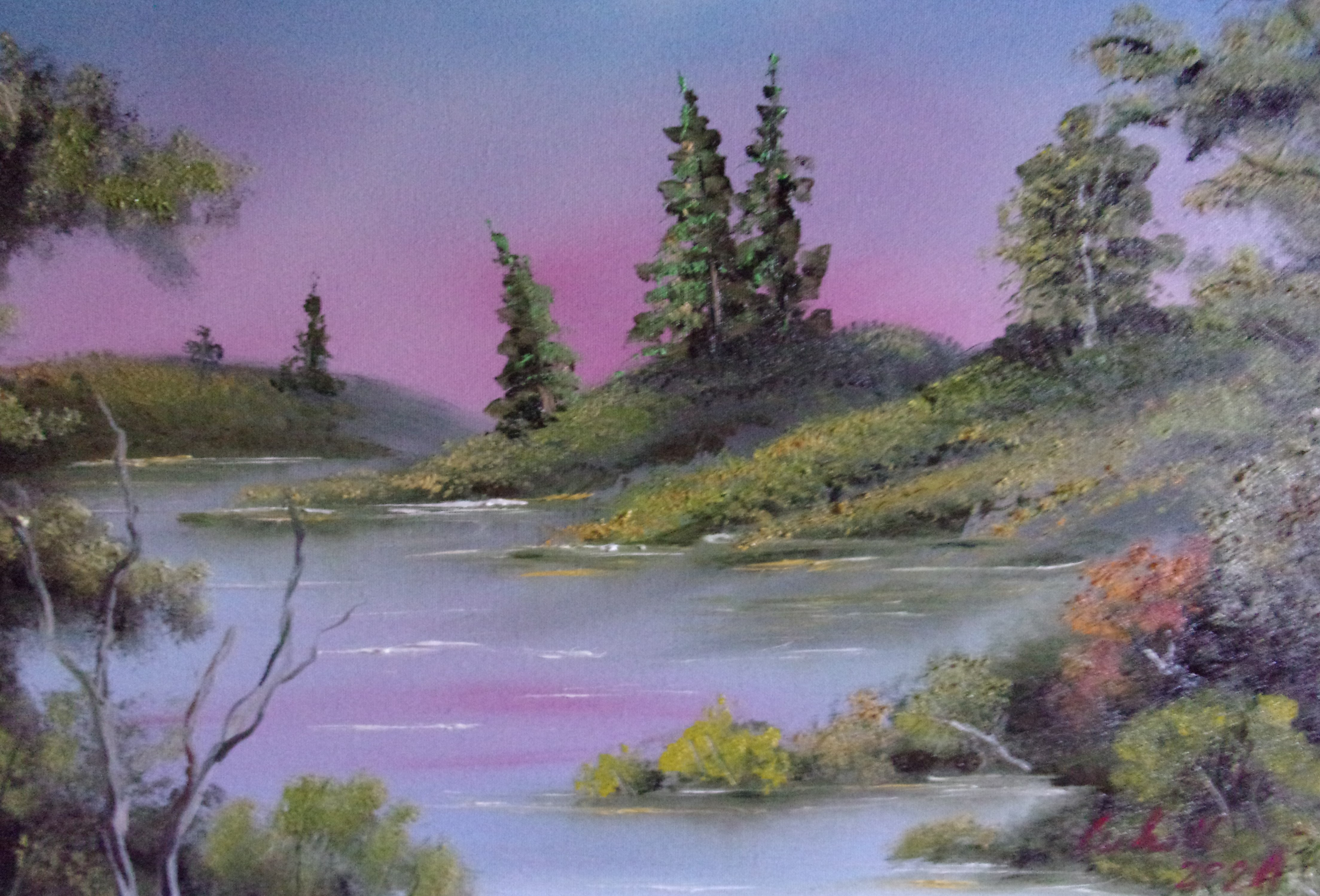
Vladimír Cerha, Bonga-dashi olej na plátně
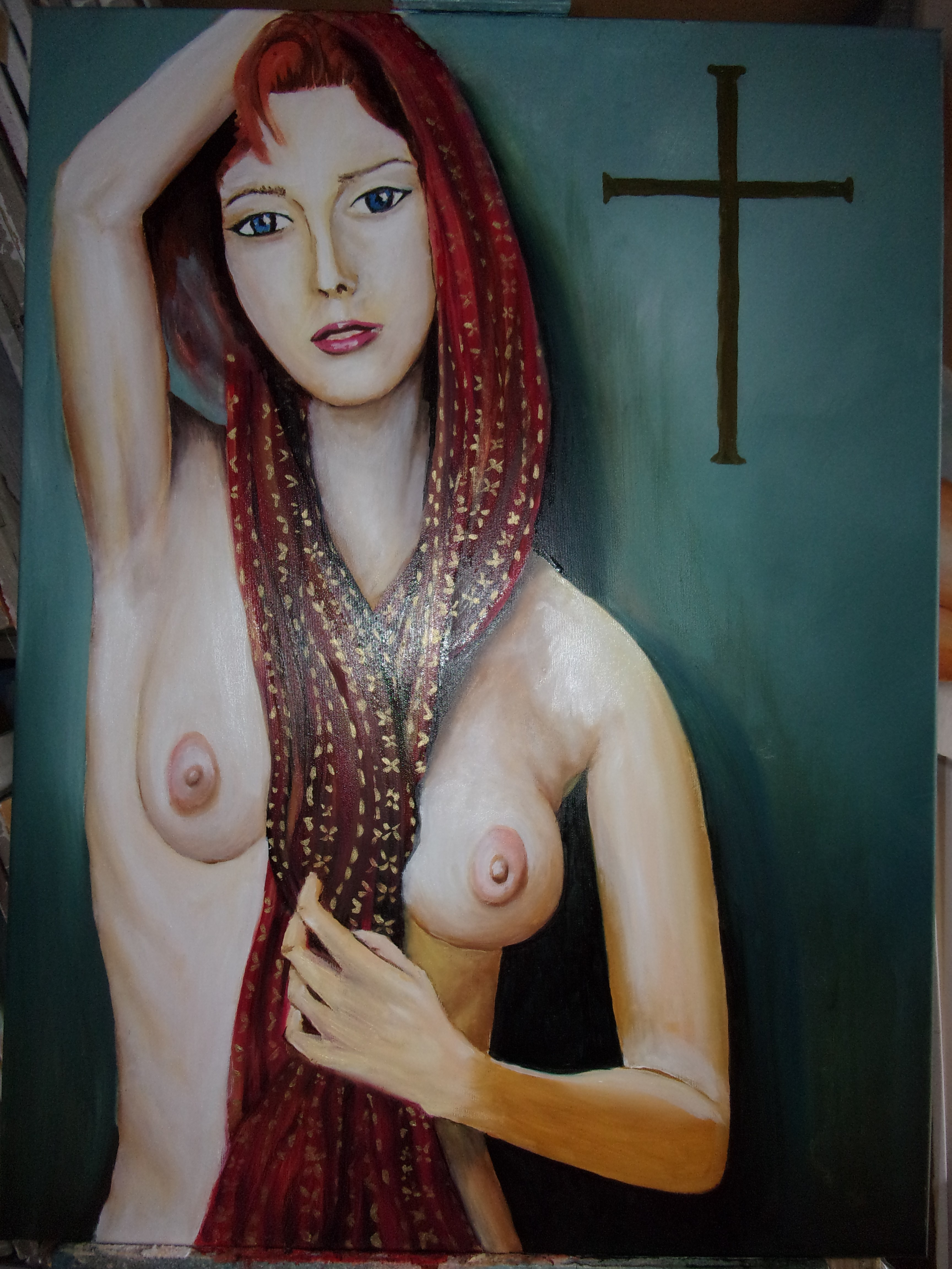
Vladimír Cerha, Konvertitka - Dela olej na plátně